# Вавилонська бібліотека (вебсайт)
Вавилонська бібліотека — вебсайт, створений бруклінським автором і кодером Джонатаном Безілом за мотивами оповідання "Вавилонська бібліотека" автора Хорхе Луїса Борхеса (1941).  Сайт був запущений у 2015 році. 

## Зміст вебсайту
За словами Базиля, він «однієї ночі лежав у ліжку, і мені в голову спала ідея створення онлайн-вавилонської бібліотеки».  Бейзіл швидко зрозумів, що справжня диджиталізована бібліотека Бабеля вимагатиме більше ресурсів для цифрової роботи, ніж можна собі уявити.  Щоб обійти ці обмеження, він замість створення повної версії бібліотеки розробив алгоритм її моделювання.
Головна сторінка Бібліотеки містить довідкову інформацію, теорію щодо алгоритмів роботи, форум та три способи навігації бібліотекою. Це: вибірка випадковим чином одного з мільйонів томів, "ручна" навігація бібліотекою та пошук певного тексту. Завдяки контенту бібліотеки, що будується за принципом теореми нескінченної мавпи, також існує функція "англізувати", яка вказує на слова та їх групи. 
Внутрішня структура бібліотеки — це близька до нескінченності кількість шестикутних кімнат, кожна з яких має 4 стінки (walls), 20 полиць (shelves) і 640 томів (volumes).

## Алгоритм роботи
Створений Бейзі алгоритм генерує "том", перебираючи кожний із варіантів перестановки 29 символів: 26 англійських букв, пробіл, кома та крапка.  Кожна книга позначена координатами, що відповідають її місцю розташування у шестикутній бібліотеці (назва шестикутника, номер стінки, номер полиці та номер або назва книги), щоб кожну з них можна було знаходити щоразу в тому самому місці. Вебсайт може генерувати всі можливі варіанти сторінок розміром 3200 символів і дозволяє користувачам вибирати приблизно з 10 4677 потенційних сторінок книг.  

## Академічний аналіз
Вавилонська бібліотека привернула увагу багатьох науковців, особливо тих, хто працює на стику гуманітарних та цифрових наук.    Зак Ціммер писав у своїй книзі «Do Borges's librarians have bodies»: «Візуалізація Базиля — це, мабуть, найбільш дегуманізована з усіх візуалізацій Бібліотеки, оскільки його бібліотекарі, крім того, що вони були доведені до суїцидального божевілля чи філософської відставки, стали такими ж позбавленими сенсу, як і книги, заповнені балаканиною.»  Журналіст Джеррі Адлер сказав: "Це може бути найбільш захопливим марним винаходом в історії".

## Автор
«Перше, про що я подумав — вона вже просто має існувати. Через сучасне розширення ресурсів та можливостей комп’ютера я був впевнений, що комусь це вже вдалося. Наступного дня я почав шукати подібне і був розчарований. Відтоді для мене це стала якась неохоча доля» - каже Базиль. Джонатан Безіл — бруклінський  автор і програміст. Базіл є також автором двох книг, одну з яких видала Punctum Books. 